# Калети (Южно-Курземский край)
Ка́лети (Калеты; латыш. Kalēti) — населённый пункт в Южно-Курземском крае Латвии, административный центр Калетской волости. Расстояние до города Лиепая составляет около 48 км.
По данным на 2017 год, в населённом пункте проживало 275 человек. Есть начальная школа, школа искусств, дом культуры, библиотека, фельдшерский и акушерский пункт.

## История
В советское время населённый пункт был центром Калетского сельсовета Лиепайского района. В селе располагалась центральная усадьба колхоза «Druva» (рус. «Нива»).

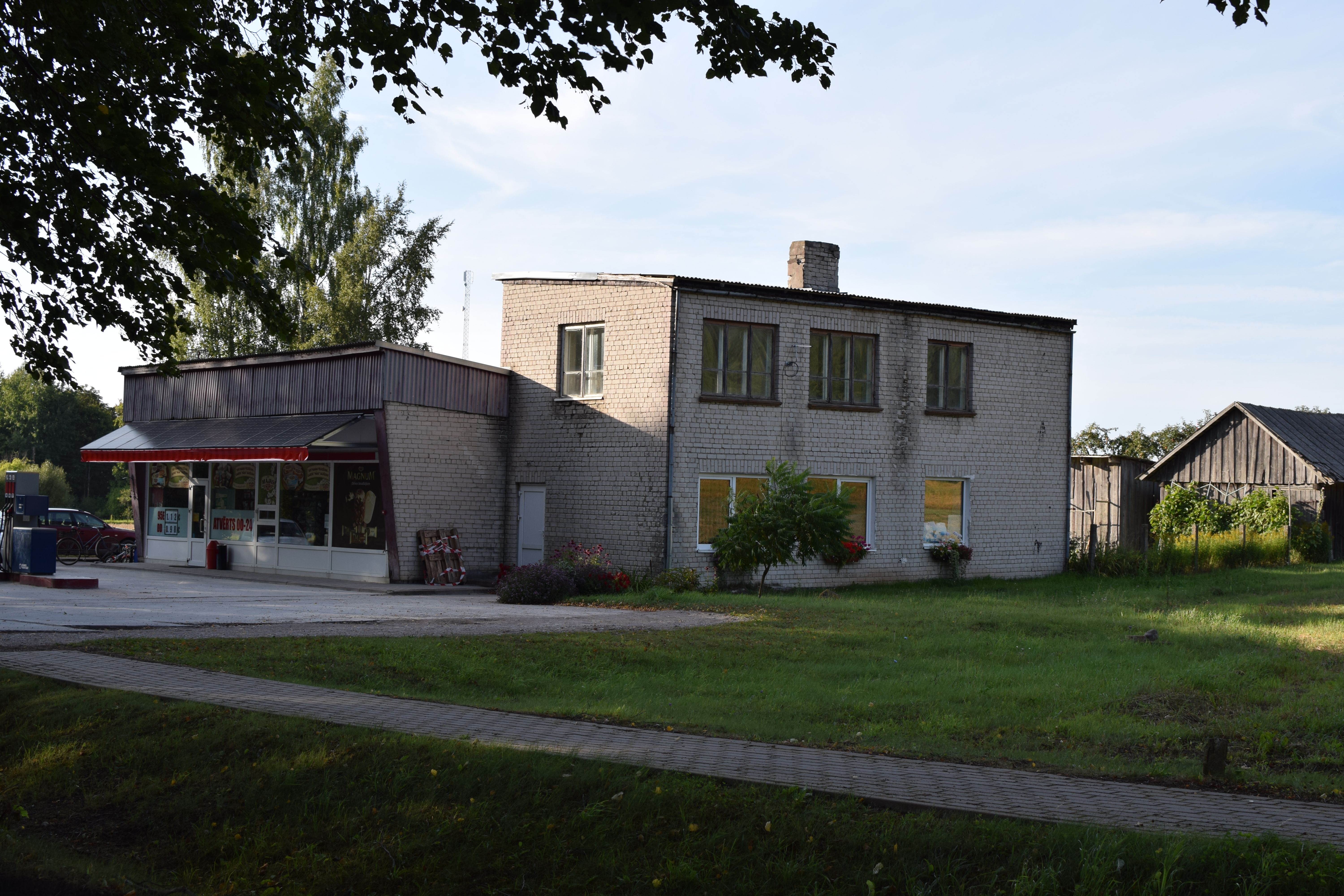
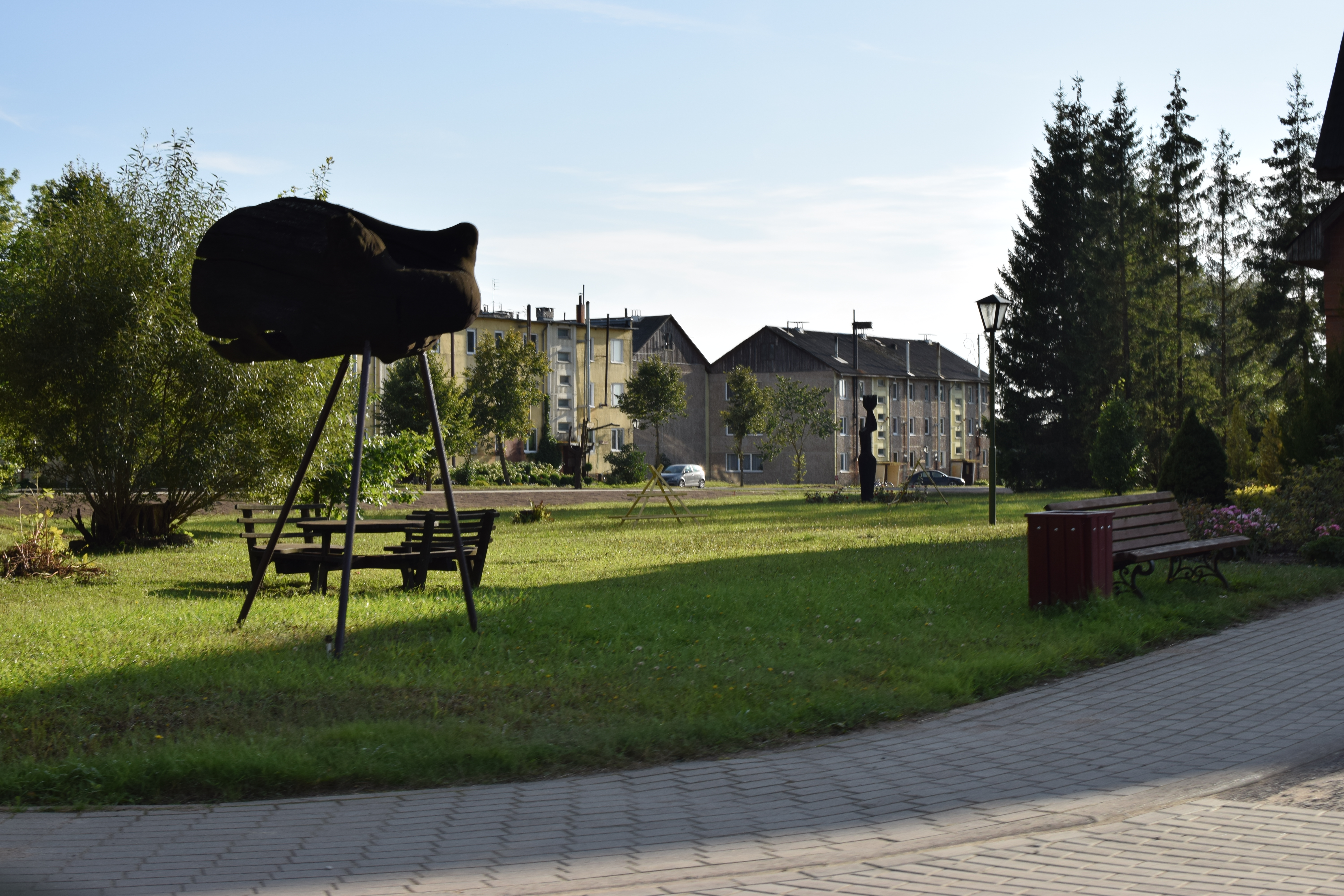
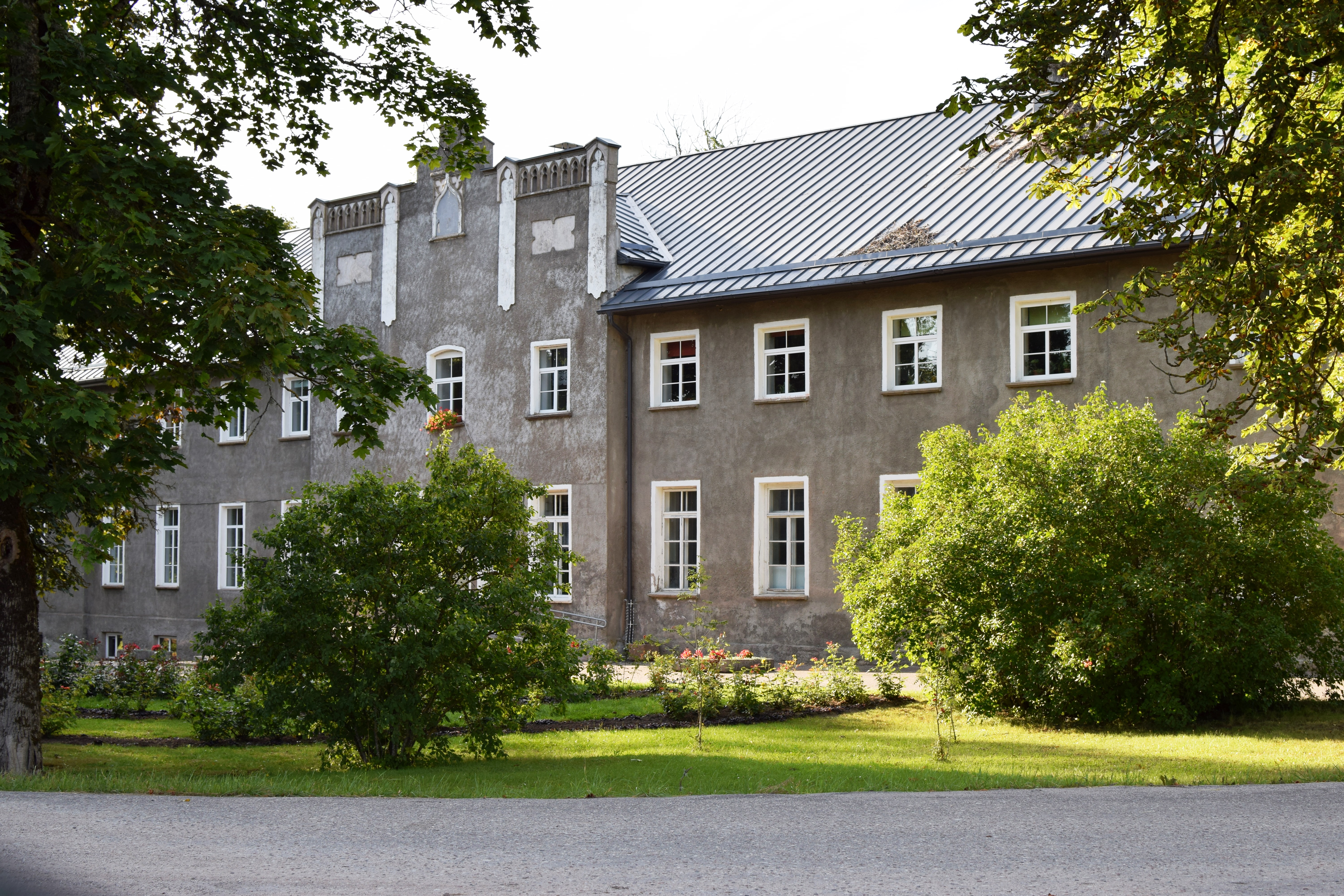